# 집중분석
집중분석은 대한민국에서 월~금 오후 4시 50분~5시 50분에 텔레비전으로 방송하는 MBN의 평일 오후 시간대 시사 프로그램이다.

## 관련 프로그램
- 임백천 임윤선의 뉴스 콘서트 (JTBC)
- 박종진의 쾌도난마 (채널A)
- 최박의 시사토크 판 (조선방송)